# Dykarklocka

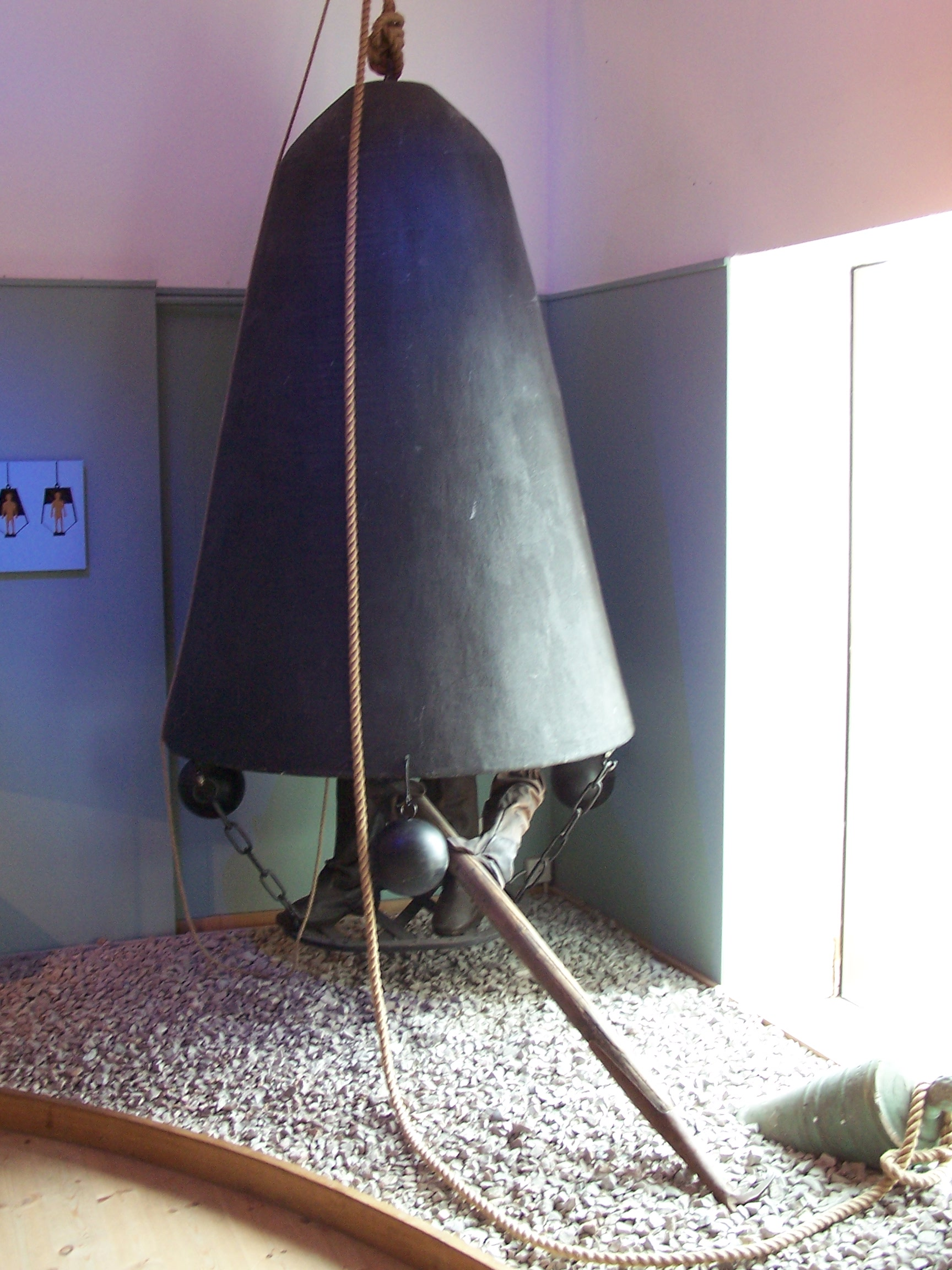
En rekonstruktion av en dykarklocka av den typ som fanns sedan 1600-talet. Utställning på Marinmuseum i Karlskrona.

En dykarklocka är ett instrument för att dyka. En beskrivning av en sådan apparat gjordes redan av Aristoteles på 300-talet f.Kr. Den är ett nedtill öppet klockformigt kärl som när den sänks ner i vatten fortsätter att vara luftfylld i den övre delen av klockan. Volymen av den luftfyllda delen beror av vattentrycket. Det finns öppna och stängda dykarklockor.
Den öppna dykarklockan är formad som en upp-och-nervänd behållare. När klockan sänks ner i vattnet hindrar den i klockan befintliga luften att vattnet tränger in och luften i klockan komprimeras på grund av vattentrycket. Den moderna öppna dykarklockan är försedd med en luftslang från ytan, och påminner mycket om äldre dykarklockor i sin utformning.
Under 1900-talet uppfanns den stängda dykarklockan för att förenkla och snabba på processen att transportera dykaren från botten till ytan, något som tidigare inte varit möjligt på grund av risken för tryckfallssjuka. Den stängda dykarklockan påminner om en tryckkammare. Trycket i klockan justeras mekanisk så att det blir lika högt som det omslutande vattnets. Dykarklockan är ansluten till en båt eller annat dyksystem genom telefonkommunikation och en så kallad navelsträng.

## Historia
1538 dokumenterades, för första gången, sjösättningen av en dykarklocka i Nemisjön i Italien. Det gjordes ett försök att bärga kejsare Caligulas skepp med hjälp av en dykarklocka ritad av en man vid namn Guglielmo de Lorena. Det hela var ett historiskt ögonblick. Det nya instrumentet var stort nog att det täckte en vuxen mans överkropp och hade ett glasfönster för sikt framåt. Dykaren kunde sträcka händerna under klockans nederkant och hade på så sätt en viss rörlighet.
När den absolut första dykarklockan användes är osäkert, men Aristoteles beskriver upp- och nedvända grytor i sina ritningar och kanske var det just med sådana som den romerska hären var utrustad. 
Under 1600-talet kom den första dykarklockan till Sverige, introducerad av den svenske adelsmannen Hans Albrecht von Treileben. Denna dykarklocka kom att användas i bärgningen av regalskeppet Vasas kanoner mellan 1663 och 1664.
1689 föreslog en fransk fysiker, Denis Papin, att man skulle förse dykarklockan med luft och på så sätt göra det möjligt för dykaren att jobba längre tid under vattnet. Ett år senare konstruerade Edmond Halley, engelsk astronom och matematiker, en luftförsedd dykarklocka.
1728 konstruerade Mårten Treiwald, svensk ingenjör, en ny variant av Edmond Halleys luftförsedda dykarklocka. Den nya konstruktionen var gjord i koppar med en tung järnplatta fastsatt i kedjor på vilken dykaren stod på. Klockan byggde på samma mekanik som Halleys klocka men var förbättrad med hjälp av ett spiralformat luftrör. När luften i toppen av dykarklockan började bli varm kunde dykaren, med hjälp av röret, andas in den friskare kallare luften som fanns längre ner i klockans botten. 1775 förenklade Charles Spalding nedsänkningen av klockan med hjälp av nya vikter.

## Galleri

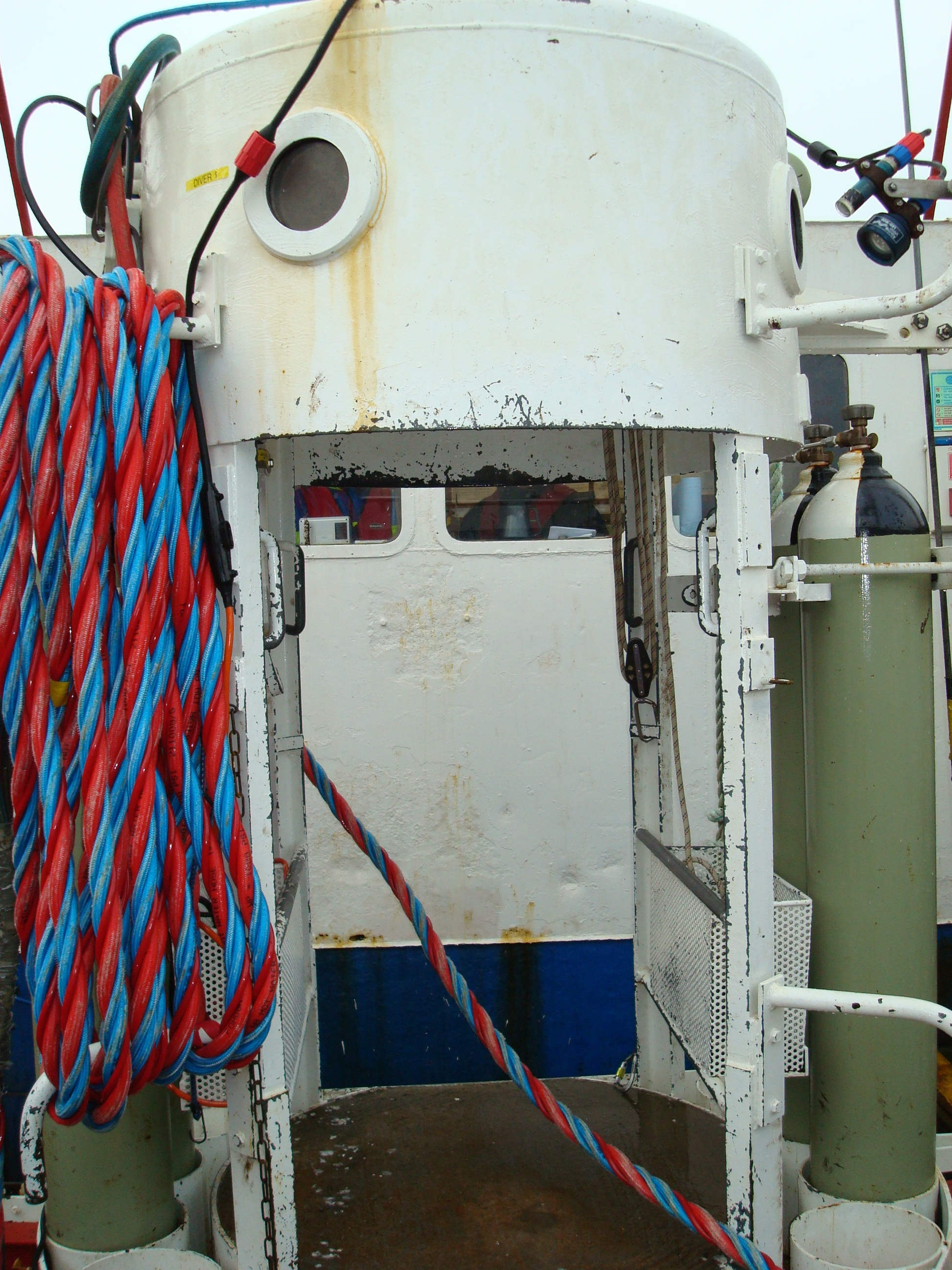
Öppen dykarklocka.
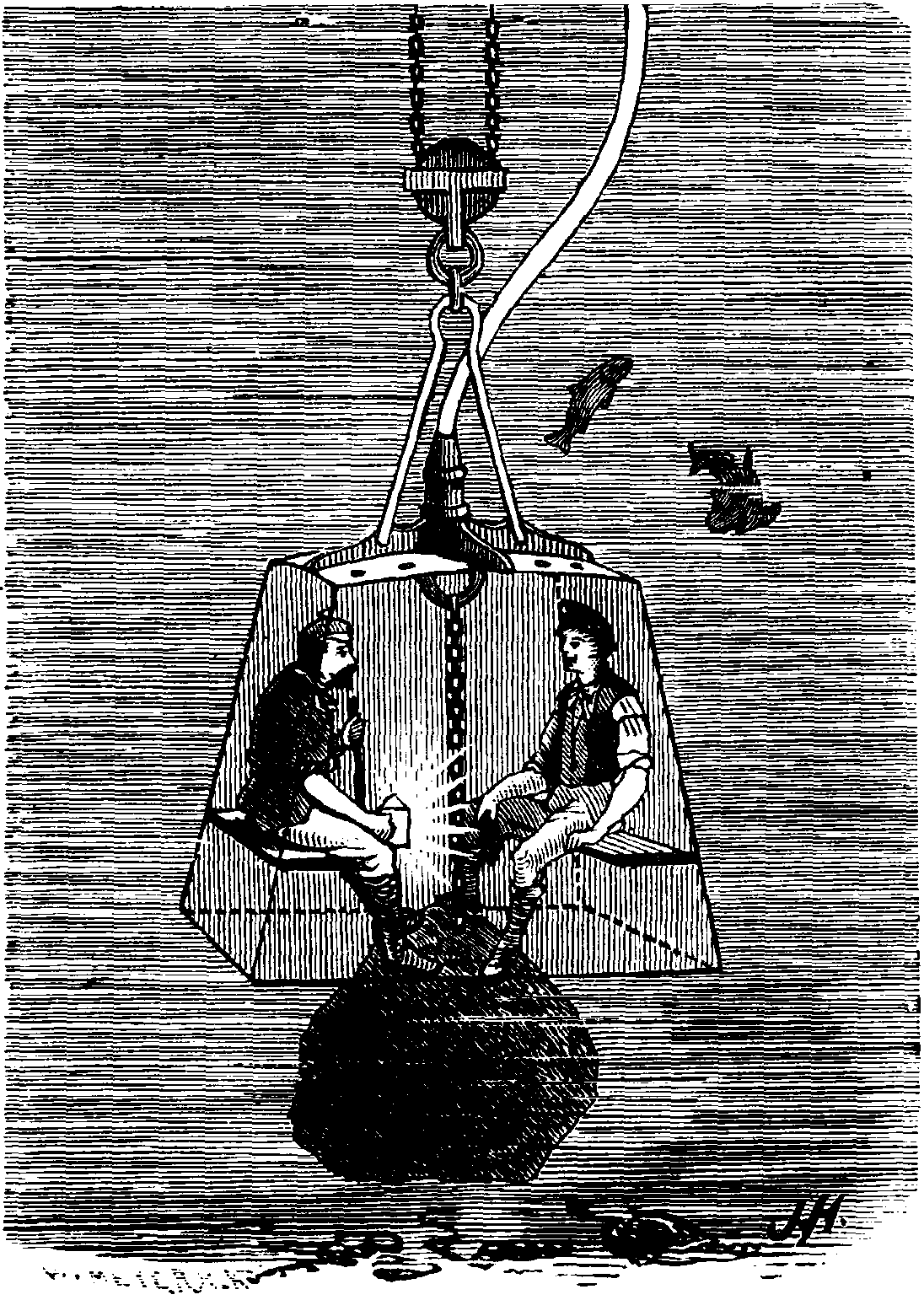
Dykarklocka i genomskärning.
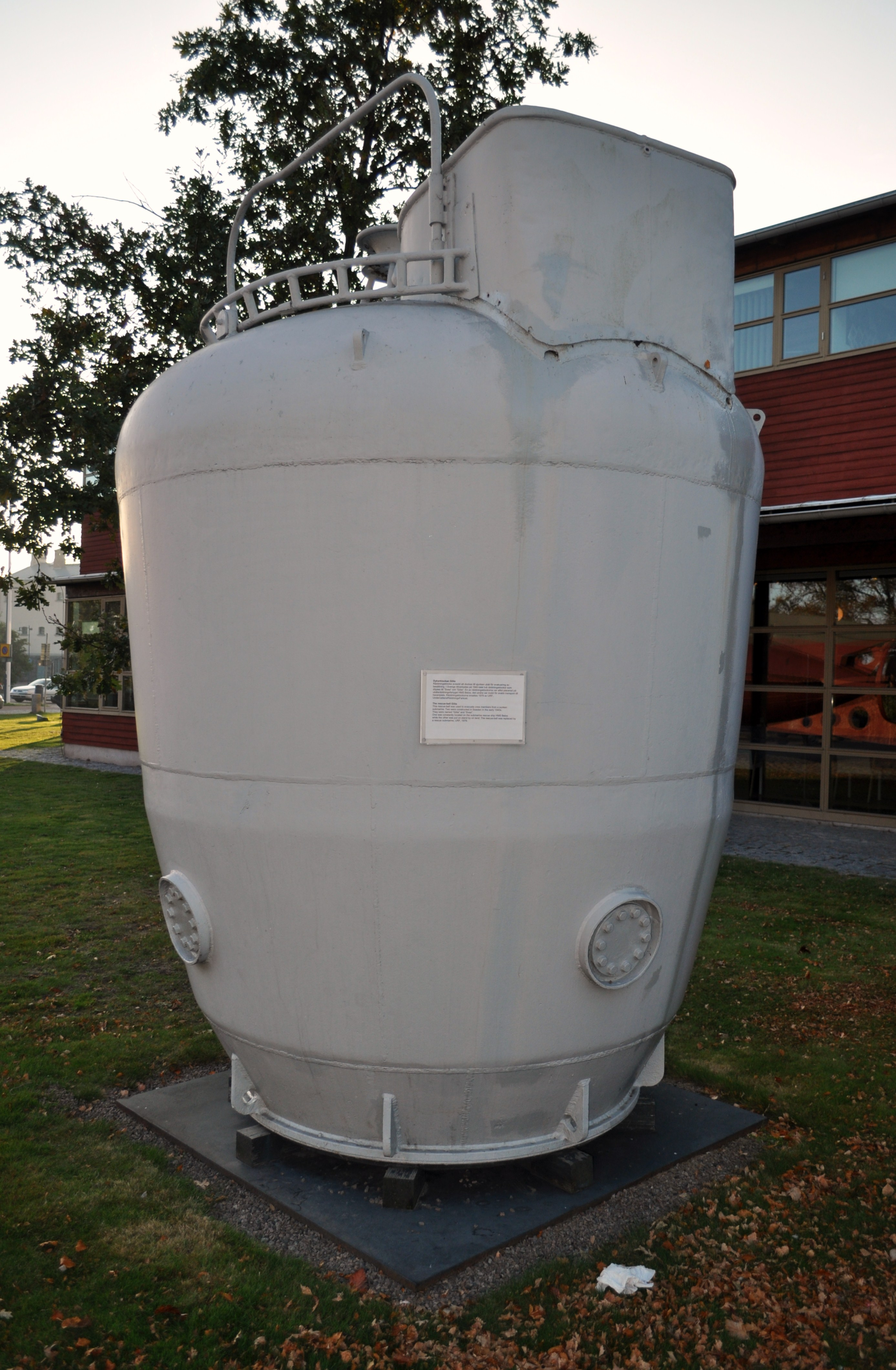
Dykarklocka för HMS Belos (1885) Marinmuseum